# Greatest Hits (álbum de Mott the Hoople)
Greatest Hits es un álbum recopilatorio por la banda británica Mott the Hoople. Publicado el 1 de marzo de 1976 por Columbia Records.

## Lista de canciones
| Lado uno |                            |                     |          |  |
| N.º      | Título                     | Escritor(es)        | Duración |  |
| 1.       | «All the Way from Memphis» | Ian Hunter          | 3:25     |  |
| 2.       | «Honaloochie Boogie»       | Hunter              | 2:43     |  |
| 3.       | «Hymn for the Dudes»       | Verden Allen Hunter | 5:23     |  |
| 4.       | «Born Late '58»            | Overend Watts       | 3:59     |  |
| 5.       | «All the Young Dudes»      | David Bowie         | 3:33     |  |

| Lado dos |                                   |                                             |          |  |
| N.º      | Título                            | Escritor(es)                                | Duración |  |
| 1.       | «Roll Away the Stone»             | Hunter                                      | 3:13     |  |
| 2.       | «Ballad of Mott»                  | Hunter Dale Griffin Watts Mick Ralphs Allen | 5:22     |  |
| 3.       | «The Golden Age of Rock 'n' Roll» | Hunter                                      | 3:26     |  |
| 4.       | «Foxy, Foxy»                      | Hunter                                      | 3:30     |  |
| 5.       | «Saturday Gigs»                   | Hunter                                      | 4:20     |  |

- Los lados uno y dos fueron combinados como pista 1–10 en la reedición de CD.

| Bonus tracks (2003 Columbia Records reissue) |                   |               |          |  |
| N.º                                          | Título            | Escritor(es)  | Duración |  |
| 11.                                          | «Sweet Jane»      | Lou Reed      | 4:21     |  |
| 12.                                          | «One of the Boys» | Hunter Ralphs | 2:50     |  |

## Créditos
Mott the Hoople
- Ian Hunter – piano, guitarra acústica, voz principal
- Overend Watts – bajo eléctrico, guitarra rítmica, coros
- Dale Griffin – batería, coros
- Morgan Fisher – piano, sintetizador (6, 9, 10)
- Mick Ralphs – guitarra eléctrica y rítmica, órgano
- Ariel Bender – guitarra eléctrica

Músicos adicionales
- David Bowie – productor en "All the Young Dudes"[3]
- Mick Ronson – guitarra eléctrica (10)
- Thunderthighs – coros (3, 6)
- Sue & Sunny – coros (8, 9)

Diseño
- Norman Seeff – fotografía
- Norman Moore – diseño de portada